# Immunità adattativa

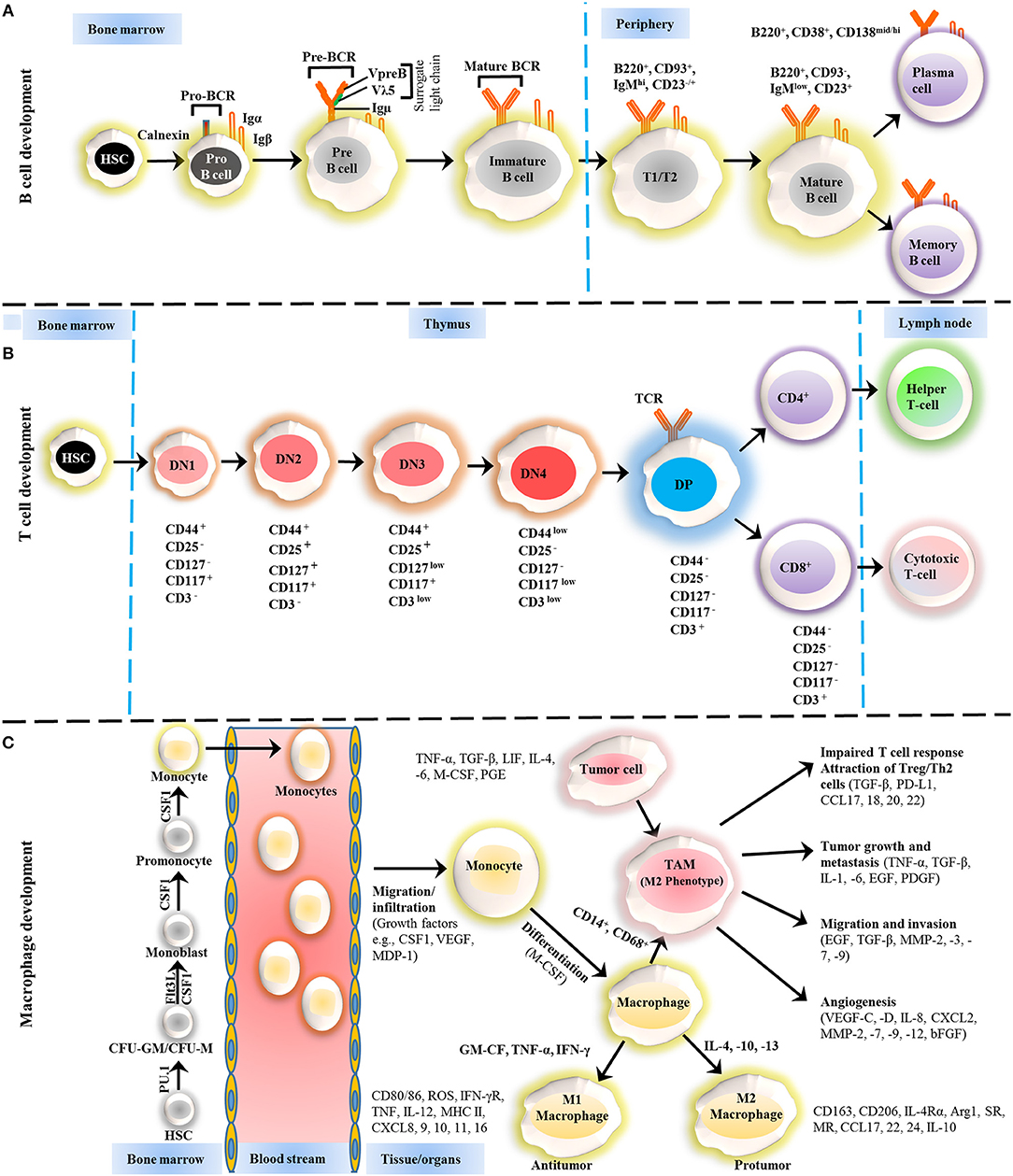
Maturazione dei linfociti T da linfociti B e macrofagi

L'immunità adattativa, nota anche come immunità acquisita o immunità specifica, è una risposta immunitaria caratterizzata dal suo adattamento a ciascun agente patogeno, ed è più efficace e più specifica dell'immunità innata, seppure impieghi più tempo di quest'ultima per agire. 
Le cellule che agiscono in questo tipo di risposta immunitaria sono dette linfociti, affiancati dall'azione dei macrofagi. Si divide a sua volta in immunità umorale e in immunità cellulo-mediata.

## Linfociti
Gli organi linfoidi primari, o generativi, sono i luoghi in cui vengono prodotti o inizia la maturazione dei linfociti. I due organi linfoidi primari nell'uomo sono il midollo osseo, da dove derivano inizialmente i progenitori dei linfociti e dove maturano i linfociti B, e il timo, dove maturano i linfociti T. I linfociti T si dividono principalmente in T-helper, T-citotossici e T-regolatori. Quando è in corso un'infezione una cellula APC (antigen-presenting cell) cattura l'antigene estraneo e lo trasporta attraverso i vasi sanguigni o i vasi linfatici fino ad un organo linfoide secondario, generalmente un linfonodo nel caso sia trasportato per via linfatica o la milza se per via ematica.
Ciò permette di concentrare gli antigeni estranei in un luogo relativamente ristretto dove c'è un'alta concentrazione di linfociti naive (poiché essi vi migrano continuamente), cioè linfociti che non sono ancora venuti in contatto con l'antigene per cui sono specifici, che possono interagire con le APC. Una volta che l'APC ha attivato il linfocita naive specifico per quell'antigene ha inizio la risposta immunitaria adattativa, il clone linfocitario attivato va incontro ad un'espansione clonale, cioè ad una forte proliferazione in seguito alla quale i linfociti attivati possono differenziarsi in linfociti effettori o cellule di memoria. Questi a loro volta migrano nel sangue dove circolano fino a quando non raggiungono mediante chemiotassi il sito dove è in corso l'infezione per svolgere le loro funzioni.
I linfociti costituiscono le cellule coinvolte nell'immunità adattativa poiché mediante l'immensa varietà dei loro recettori possono distinguere pressoché qualsiasi tipo di antigene estraneo che entri nell'organismo. Ciascun clone linfocitario è specifico per un singolo antigene e ciò ne determina la sua specificità. I linfociti sono in realtà una vasta famiglia di cellule distinguibili tra loro per l'espressione di determinate proteine di membrana che fungono da marcatore per un determinato tipo di linfocita; tali proteine vengono identificate mediante la nomenclatura CD che sta per Cluster of Differentiation. I linfociti T-helper, ad esempio, esprimono quasi sempre la proteina CD4, per cui si dice che sono CD4+. È da tenere a mente che le proteine CD non sono espresse esclusivamente nei linfociti ma anche in altre cellule del sistema immunitario o che hanno relazioni funzionali con questo. L'aspetto morfologico dei linfociti non permette di distinguere con un alto grado di specificità tra un tipo di linfocita e l'altro. Seguono le principali classi di linfociti.
- I linfociti B originano dal midollo osseo e lì maturano, sono i responsabili dell'immunità umorale. Una volta differenziati in plasmacellule producono gli anticorpi e sono le uniche cellule del corpo a farlo. Sono definiti "linfociti B" dall'inglese "bone marrow" ovvero midollo osseo, sede della loro maturazione. Esistono alcune sottoclassi di linfociti B, per esempio i linfociti B-1, presenti in notevoli quantità nel peritoneo, che hanno recettori per l'antigene dalla limitata diversificazione e producono in particolare IgM specifici per polisaccaridi e lipidi. Esistono anche i linfociti B della zona marginale e i linfociti B follicolari, così chiamati in base alla localizzazione all'interno di un follicolo linfatico.

- I linfociti T originano nel midollo osseo ma maturano nel timo (da qui la denominazione "linfociti T") e sono responsabili dell'immunità cellulo-mediata. Le sottoclassi sono i linfociti T-helper, T-citotossici, T-regolatori e T-γδ.

- I linfociti NK, ovvero natural-killer, sono una terza popolazione di linfociti meno numerosa delle altre due e coinvolta solo in parte nell'immunità adattativa in quanto i recettori di questa classe presentano una scarsa diversificazione. Una rara sottoclasse dei linfociti NK, i linfociti NKT, possiedono caratteristiche ascrivibili sia alla popolazione T che alla popolazione NK in quanto esprimono recettori per l'antigene del tipo αβ come i linfociti T, tuttavia, a differenza di questi, il recettore non è generato per ricombinazione somatica ma dalla linea germinativa, esattamente come quelli dei linfociti NK.

## Tipologia
Tale immunità è di due tipi: 

### Forma attiva
L'immunità adattattiva attiva crea una memoria immunologica dopo una risposta iniziale ad un agente patogeno specifico e porta ad una risposta immunitaria potenziata negli eventuali successivi incontri con quel patogeno.
Questo processo di immunità acquisita è alla base della vaccinazione. Come il sistema innato, il sistema acquisito comprende sia componenti dell'immunità umorale che componenti dell'immunità mediata dalle cellule.

### Forma passiva
Consiste in quella indotta sin dalla nascita, ereditata dalla madre, o quella indotta passivamente attraverso sieroprofilassi o immunoglobuline endovena.